# Johannsen
Johannsen ist ein Familienname.

## Herkunft und Bedeutung
Der Name ist patronymisch gebildet und bedeutet Sohn des Johann.

## Varianten
Varianten sind Johansen, Johanssen, Johansson, Johanson, Johannson und Jóhannsson.

## Namensträger
- Albert Johannsen (1871–1962), US-amerikanischer Petrograph
- Albert Johannsen (Maler) (1890–1975), deutscher Maler
- Anja Johannsen (* 1974), Germanistin, Geschäftsführerin des Literarischen Zentrums Göttingen
- Anke Johannsen (* 1981), deutsche Sängerin und Pianistin
- Bernd Johannsen (* 1939), deutscher Chemiker und Nuklearmediziner
- Carl Ingwer Johannsen (* 1935), deutscher Museumsleiter
- Christa Johannsen (1914–1981), deutsche Schriftstellerin
- Daniel Johannsen (* 1978), österreichischer Sänger (Tenor)
- Dorothea Maetzel-Johannsen (1886–1930), deutsche Malerin
- Ebba Johannsen (1899–1976), deutsche Schauspielerin
- Ernst Johannsen (1898–1977), deutscher Schriftsteller
- Franz Johannsen (1921–2006), deutscher Kanute
- Friedrich Johannsen (* 1944), deutscher Theologe und Religionspädagoge
- Friedrich Johannsen (Metallurge) (1897–1983), Erfinder und Metallingenieur
- Günter Johannsen (* 1950), deutscher Geistlicher und Sozialpädagoge
- Gustav Johannsen (1840–1901), deutscher Lehrer, Herausgeber und Politiker, mdR
- Hans Peter Johannsen (1908–1981), deutscher Bibliothekar
- Helmut Johannsen (1908–1994), deutscher Zahnarzt und SS-Führer
- Helmuth Johannsen (1920–1998), deutscher Fußballtrainer
- Herman Smith-Johannsen (1875–1987), norwegisch-kanadischer Skilangläufer
- Hermann Johannsen (1889–1970), deutscher Philosoph
- Julia Johannsen (* 1988), deutsche Theologin und Künstlerin
- Julius Johannsen (1826–1904), dänisch-russischer Musikwissenschaftler, Komponist und Musikpädagoge
- Karin Johannsen-Bojsen (* 1936), dänisch-deutsche Schriftstellerin
- Kay Johannsen (* 1961), deutscher Organist und Dirigent
- Lutz Johannsen (* 1960), deutscher Politiker (SPD)
- Marie Johannsen (* 1991), deutsche Theaterdramaturgin und Intendantin
- Marion J. Johannsen (* 1950), deutsche Juristin, Verbandsgeschäftsführerin und Hochschulsenatorin e. h.
- Martina Johannsen (* 1967), deutsche Beamtin
- Nicholas Johannsen (1844–1928), deutsch-US-amerikanischer Ökonom
- Nis Albrecht Johannsen der Ältere (1855–1935), deutscher Dichter
- Nis Albrecht Johannsen der Jüngere (1888–1967), deutscher Dichter
- Norbert Johannsen (* 1948), deutscher Fußballspieler
- Oskar Augustus Johannsen (1870–1961), US-amerikanischer Insektenforscher
- Otto Johannsen (1864–1954), deutscher Ingenieur (Textilforscher)
- Otto Johannsen (Eisenhüttenmann) (1882–1960), deutscher Eisenhüttenmann
- Peter Boye Johannsen (1666–1721), dänischer Oberst
- Peter Diederich Johannsen (1801–1886), deutscher Tischler und Politiker
- Peter Iver Johannsen (1943–2024), deutscher Nordschleswiger-Funktionär
- Philipp Johannsen (1864–1937), deutscher Politiker (SHBLD)
- Robin Johannsen, US-amerikanische Sängerin (Sopran)
- Sabine Johannsen (* 1954), deutsche Wirtschaftswissenschaftlerin und politische Beamtin
- Sebastian Johannsen (* 1990), deutscher Produktions- und Herstellungsleiter
- Svend Johannsen (1903–1978), dänisch-deutscher Politiker (SSW)
- Torge Johannsen (* 1983), deutscher Handballspieler
- Verena Johannsen (* 1968), deutsche Sexarbeiterin und politische Aktivistin
- Walter Johannsen (* 1947), deutscher Sportreporter
- Wilhelm Johannsen (Architekt) (1857–1917), dänisch-russischer Architekt.
- Wilhelm Johannsen (Botaniker) (1857–1927), dänischer Botaniker und Genetiker
- Wilhelm Johannsen (Admiral) (1894–1956), deutscher Konteradmiral (Ing.)
- Wilhelm Johannsen (Künstler) (1897–1938), deutscher Maler, Grafiker und Kunsterzieher
- Willi Johannsen (1904–1976), deutscher Politiker (SSW), MdL